# Herceg Novi
Herceg Novi (cirill betűkkel Херцег Нови) város és község (járás) Montenegróban, az Adriai-tenger partján. A mintegy 16 000 lakosú kisváros Európa-szerte ismert és népszerű üdülőhely.

## A község (járás) települései
Baošići, Bijela, Bjelske Kruševice, Brguli, Đenovići, Đurići, Herceg Novi, Igalo, Jošića, Kamenari, Kameno, Klinci, Kruševice, Kumbor, Kuti, Meljine, Mojdež, Mokrine, Mrkovi, Njivice, Podi, Prijevor, Radovanići, Ratiševina, Repaji, Rose, Sasovići, Sitnica, Špulje, Sušćepan, Sutorina, Trebesin, Ubli, Vrbanj, Zabrđe, Zelenika, Žlijebi és Žvinje.

## Fekvése
Az ország délnyugati részén, a horvát határtól 3 km-re, Dubrovniktól délre, az Adriai-tenger Kotori-öblének északi bejáratánál fekvő város.

## Története
Hercegnovi városát 1382-ben I. Tvrtko bosnyák király alapította, s ő nevezte el új városnak, Novi-nak, később ebből alakult ki a Hercegnovi név.
Régi városmagját az óváros őrzi, mely az óratorony kapunyílásán át érhető el. Itt található régi épületek, melyeket az 1979-es nagy földrengés alaposan megrongált.
Az óvárosban áll az 1856-ban épült ortodox Szent arkangyalok-templom is, mely egy egykori török dzsámi helyén emelkedik. A templom féltett kincse a még a török alóli felszabadulás idejéből való Szűz Máriát a szentekkel körülvéve ábrázoló festmény.

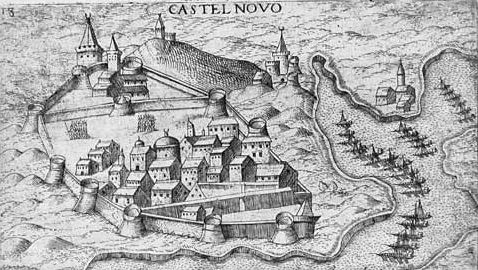
A Kanli-Kula erőd egy régi metszeten

A város fölött emelkedik a  16. században a törökök által épített Kanli-Kula (Véres-torony) egykori erőd, melyben a 16. században idáig előretört törökök őrizték foglyaikat.
A város nevezetességei közé tartozik a Helytörténeti Múzeum is, melyben a város múltját feldolgozó régészeti, történelmi és néprajzi gyűjtemény kapott helyet.
A város területébe olvadt az 1718-ban alakult egykor önálló hajóstelepülés Topla is. Érdekes látnivalója a 18. századból származó Mária mennybemenetele és Szent György templomból álló műemlékegyüttes.
A város központjától úgy egy km távolságra fekszik különleges mediterrán ősfás környezetben a Savina kolostor is, mely 19. század közepén épült barokk stílusban, mely most is apácazárda. A Kolostor múzeuma régi egyházi könyveket, szép ezüst és arany kegytárgyakat őriz.
A kolostor előtt emelkedik a 18. századból való Sv. Jerolim- (Szent Jeromos-) templom, melynek készítője Nikola Foretic korcsulai mester volt. 18. századból való szentképfalát a risani ikonfestő iskola művésze Simeon Bjelopoljac készítette.
A Szent Jeromos-templom szomszédságában álló 16. századból származó ősi kis Szavina-kolostor (Szent Száva-kolostor) jellegzetes dalmáciai stílusban épült, félköríves szentélyzáródással. Az egyhajós, homlokzatán kis harangállványocskával ellátott pici templom érdekességei a 18. századi freskók alól előkerült, 15. századból és 16. századból származó reneszánsz kori freskók.

## Közlekedés
Egykor a keskeny nyomtávú Čapljina–Zelenica-vasútvonal haladt át a városon.

## Sport
A város legkiemelkedőbb sportja a vízilabda, melyet a kétszeres Adria-liga-győztes, többszörös jugoszláv-, Szerbia és Montenegró-i- és montenegrói bajnok PVK Jadran Herceg Novi képvisel.

## Nevezetességek
- Óratorony
- Kanli Kula 16. századi erőd
- Szavina-kolostor
- Szent Mihály arkangyal-templom

## Galéria

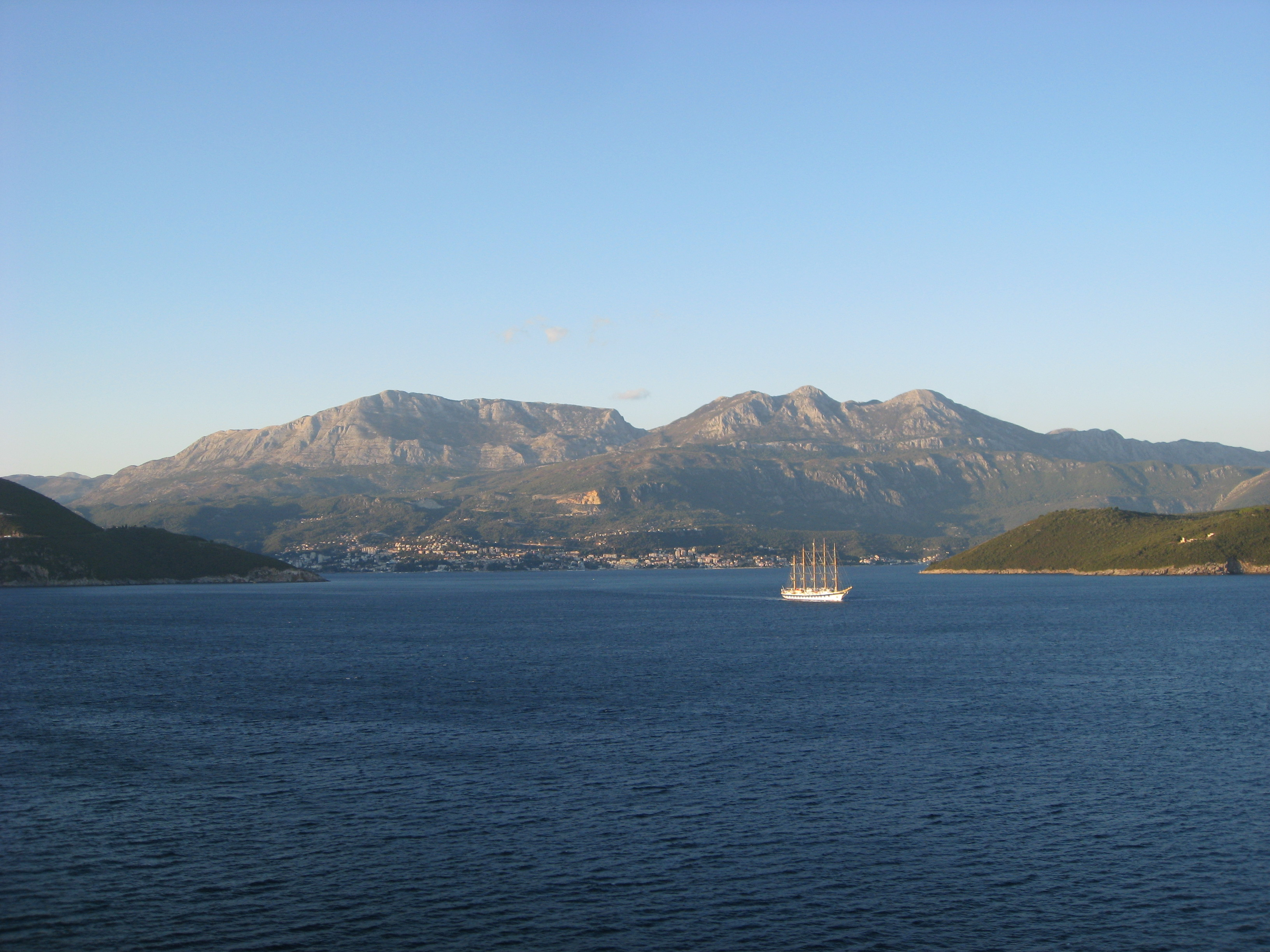
Montenegró hegyei, alattuk Herceg Novi
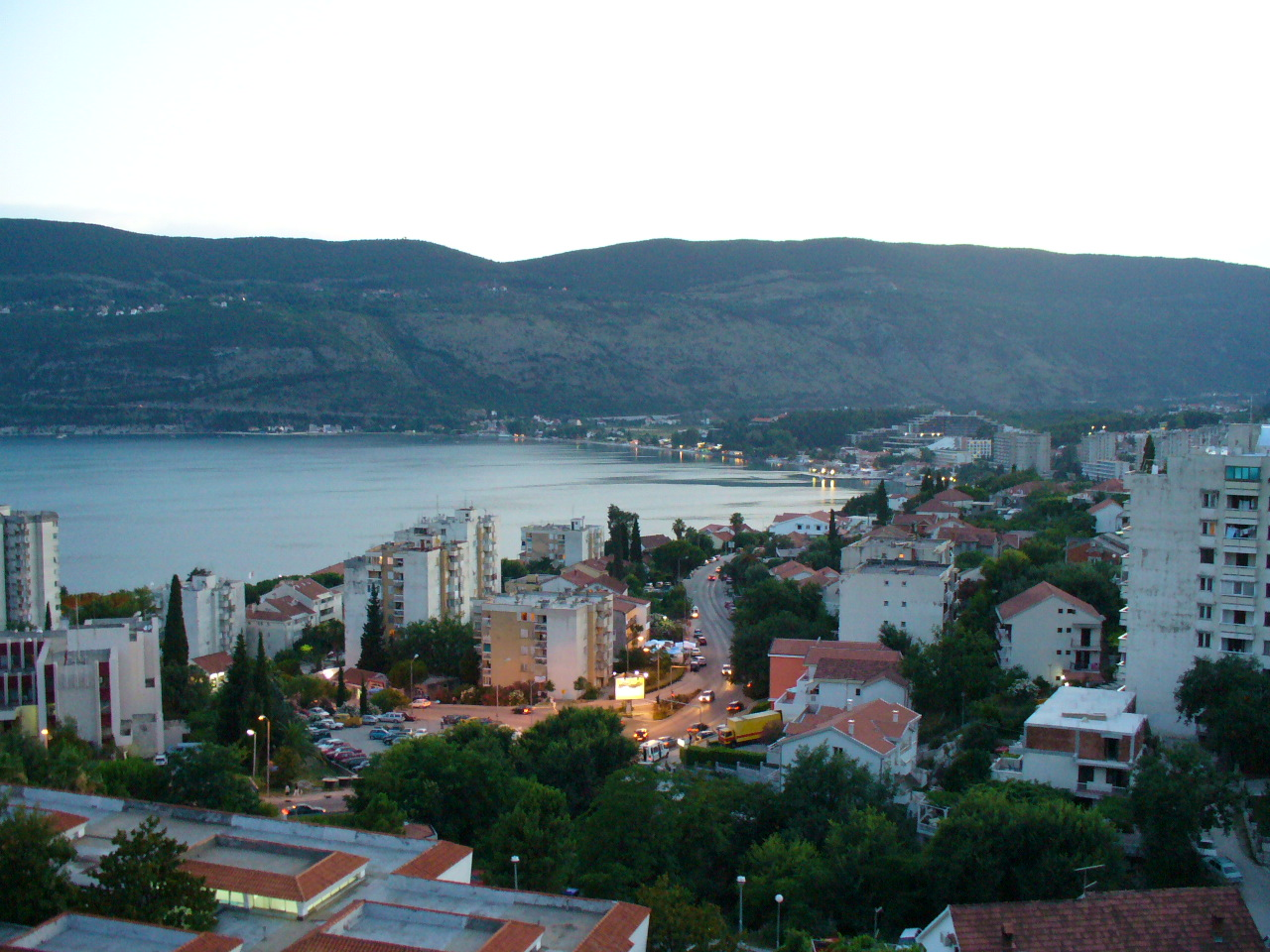
Herceg Novi látképe a Kotori-öböllel
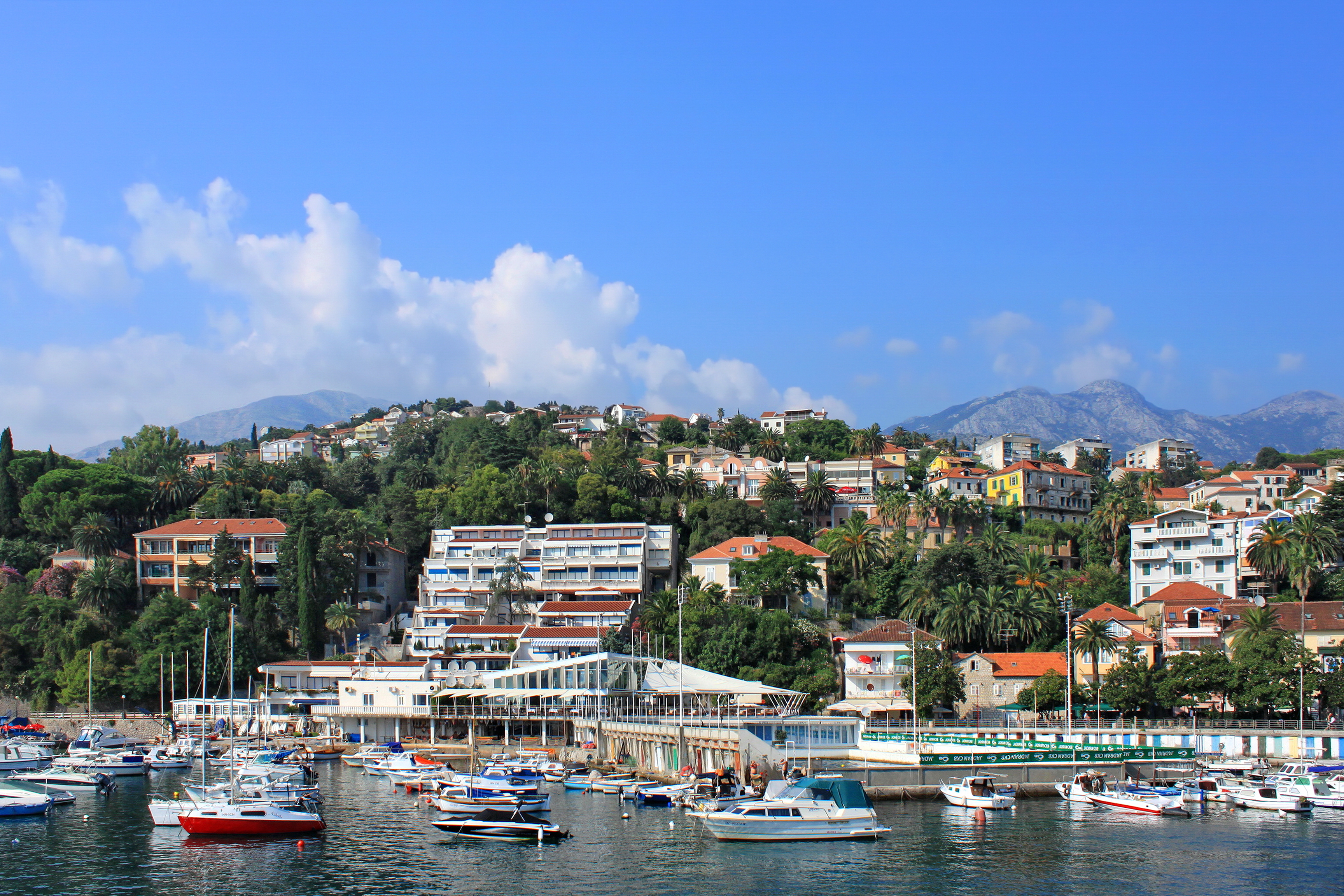
Kilátás a város a kikötőtől
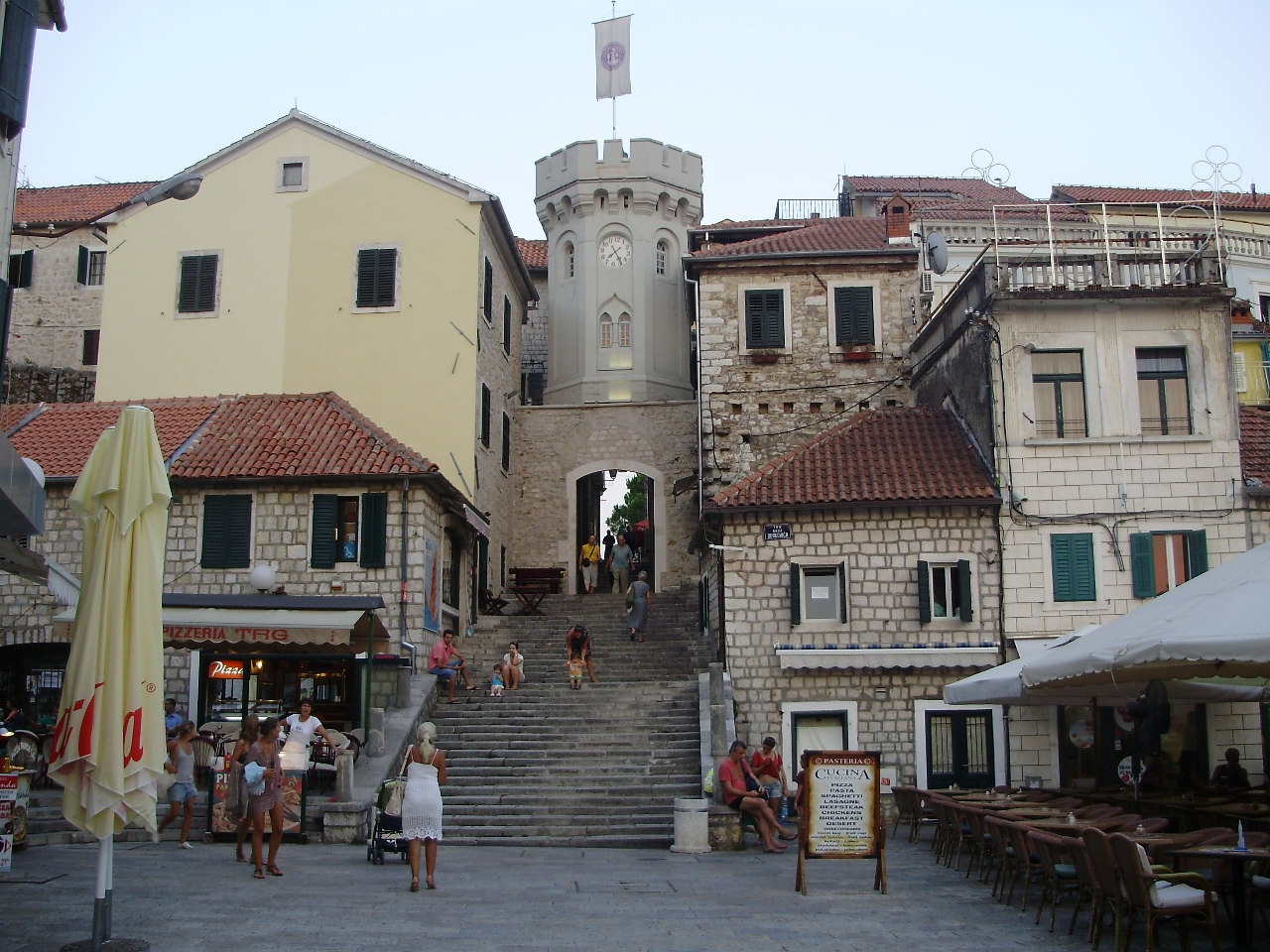
A főtér, az óratorony és az óváros kapuja
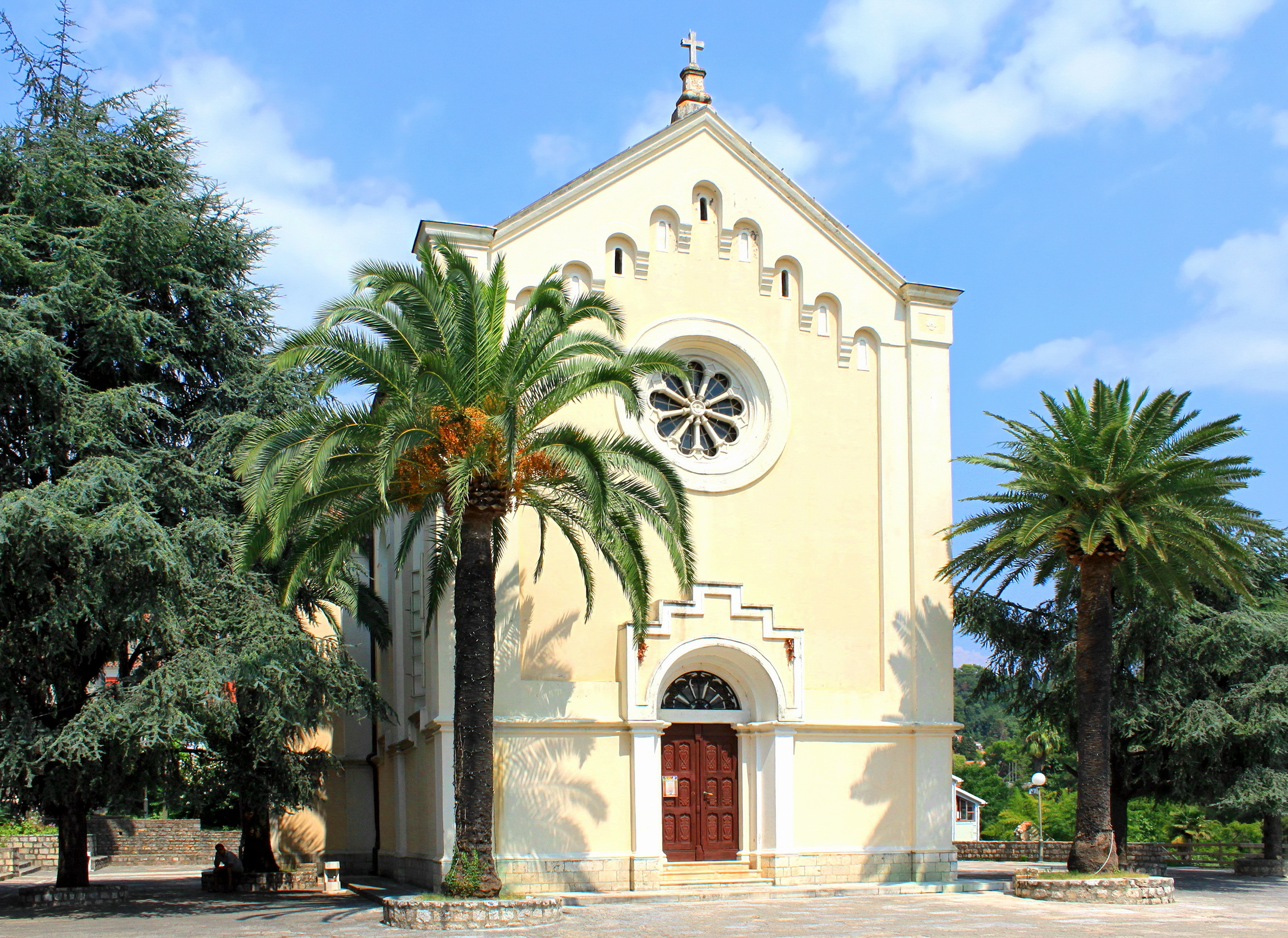
Szent Jeromos-templom
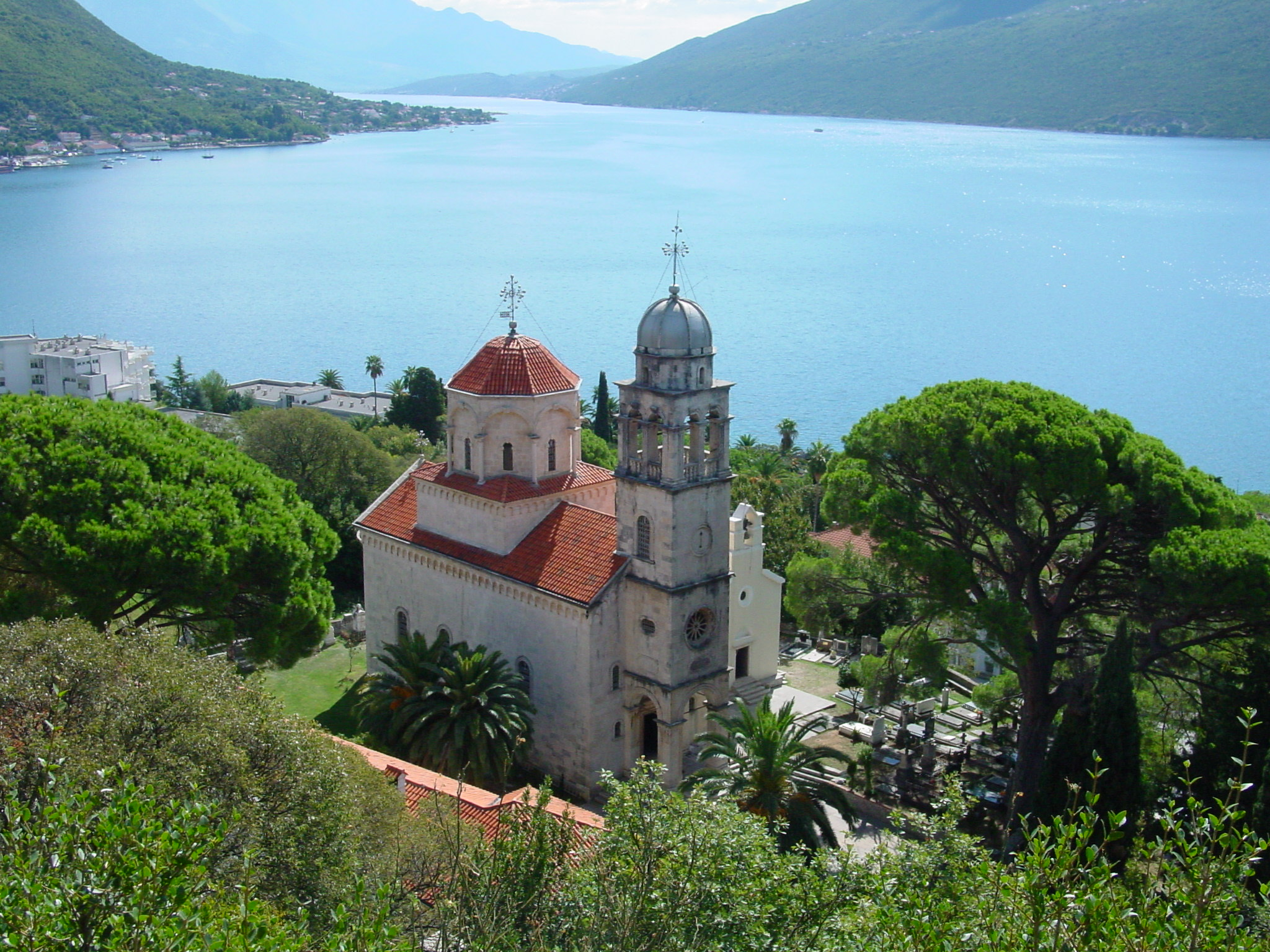
Savina-kolostor
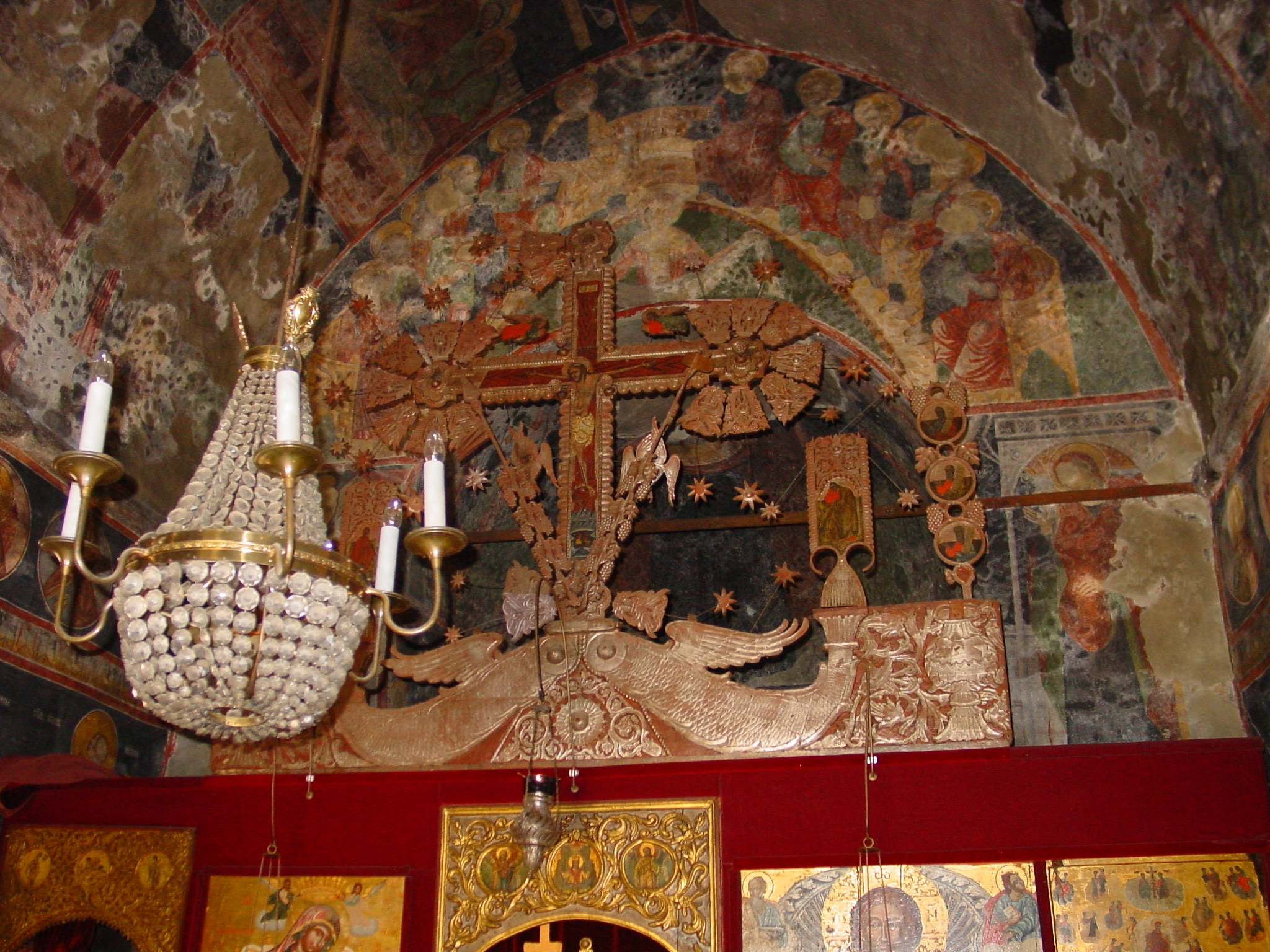
Középkori freskók a Savina-kolostorban
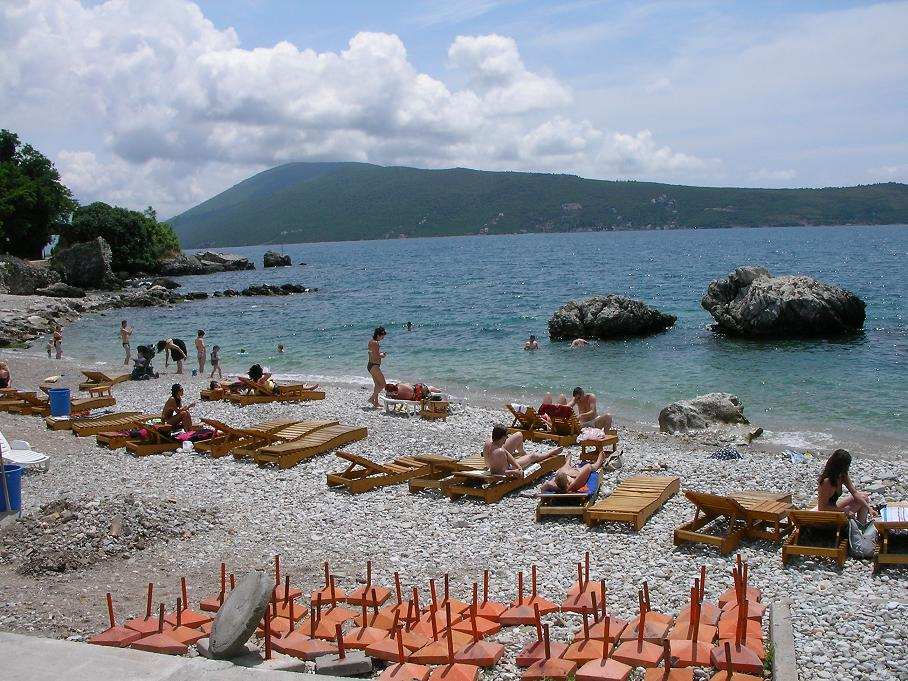
A strand

## Külső hivatkozások
- Honlap